# Carlos Doncel
Carlos Doncel (San Juan, 7 de mayo de 1851 - Buenos Aires, 17 de junio de 1910) fue un abogado y político argentino, que ejerció dos veces como gobernador de la provincia de San Juan a fines del siglo XIX.

## Biografía
Se doctoró en derecho en la Universidad de Buenos Aires, con una tesis titulada De las personas ausentes con presunción de fallecimiento. En 1870 fue empleado del Ministerio de Justicia e Instrucción Pública de la Nación.
A su regreso a San Juan acompañó a su tío Rosauro Doncel, ministro de gobierno de la provincia, como su secretario. Fue miembro de la agrupación política "Juventud Liberal" y ejerció como secretario de su tío, cuando éste asumió como gobernador. En 1877 fue miembro de la Convención reformadora de la Constitución provincial, y ese mismo año fue nombrado Camarista del Superior Tribunal de Justicia de la Provincia. En 1882 fue nombrado Juez Federal con sede en la ciudad de San Juan. Padecía de una permanente artrosis en la cadera, por lo que usaba bastón y rengueaba notoriamente.
En 1884 fue elegido gobernador, como candidato del grupo de los "Regeneradores", facción local del Partido Autonomista Nacional completamente identificada con el presidente Julio Argentino Roca. Poco antes de asumir, fue herido en el atentado que le costó la vida al exgobernador Agustín Gómez y en que fue gravemente herido el gobernador Anacleto Gil. Prestó juramente en la Casa de Gobierno provincial, especialmente inaugurada con ese acto. Tuvo varios ministros de Gobierno, mientras que su ministro de Hacienda fue el escritor Segundino Navarro.
Fundó el pueblo de Villa Aberastain y creó el Consejo Provincial de Educación. Creó la municipalidad de la capital y extendió el trazado urbano de la misma.
En 1885 presidió el acto de la llegada del ferrocarril a San Juan, en una ceremonia en que también estuvo presente el presidente Roca.
En 1888 fue nombrado abogado y director del Banco Hipotecario Nacional. Al año siguiente fue elegido senador nacional; se destacó como opositor al presidente Miguel Juárez Celman y apoyó a su sucesor, Carlos Pellegrini.
En 1896 fue elegido nuevamente gobernador. No llegó a terminar su mandato, porque renunció en abril de 1898, para ser elegido senador nacional.
En 1909 fue nombrado juez federal en a ciudad de Buenos Aires.
Falleció en Buenos Aires en 1910.